# Federal Heights (Colorado)
Federal Heights es una ciudad ubicada en el condado de Adams en el estado estadounidense de Colorado. En el año 2000 tenía una población de 12.065 habitantes y una densidad poblacional de 2.622,8 personas por km².

## Geografía
Federal Heights se encuentra ubicada en las coordenadas 39°51′58″N 105°0′51″O / 39.86611, -105.01417.

## Demografía
Según la Oficina del Censo en 2000 los ingresos medios por hogar en la localidad eran de $33.750, y los ingresos medios por familia eran $38.468. Los hombres tenían unos ingresos medios de $31.054 frente a los $25.195 para las mujeres. La renta per cápita para la localidad era de $16.801. Alrededor del 11,2% de la población estaban por debajo del umbral de pobreza.